# Lena Granhagen
Karin Anna-Lena Granhagen (født 7. januar 1938 i Luleå) er en svensk skuespillerinde, der har medvirket i omkring 40 film og tv-serier. Hun blev i 1999 nomineret til Guldbagge for bedste kvindelige birolle i Glaspusterens børn (1998), der er instrueret af Anders Grönros.

## Udvalgt filmografi
- Kvinden i mørket (1958)
- Musik ombord (1958)
- Mannequin i rødt (1958)
- Dyden er ikke Dirchefri (1960)
- Teatermysteriet (1960)
- Det hvide genfærd (1962)
- Wild West Story (1964)
- Kvindedyr (1965)
- Kys og kram (1967)
- Made in Sweden (1969)
- Barnets ø (1980)
- Elsk mig (1986)
- Kråsnålen (tv-serie, 1988)
- Glaspusterens børn (1998)
- Misa min (2003)
- Wallander (tv-serie, 2006)
- Majken (kortfilm, 2008)
- Geografens testamente (tv-serie, 2011-2012)